# Gert Kalow

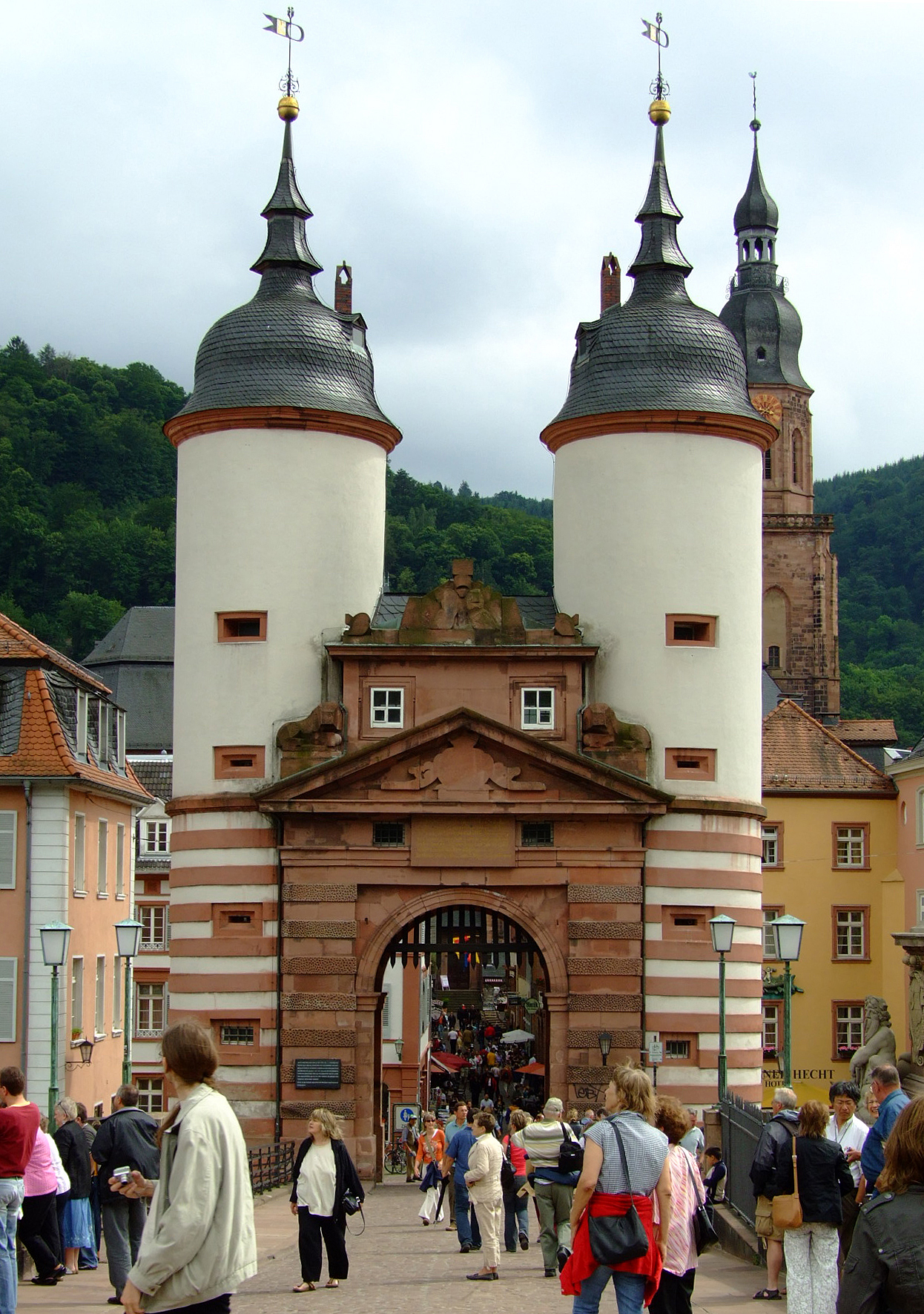
Die Brückentürme und das Tor der Alten Brücke in Heidelberg. In den ehemaligen Räumen der Wächter des Stadttores, wohnte über viele Jahre der Publizist Gert Kalow

Gert Kalow (* 20. August 1921 in Cottbus; † 11. August 1991 in Heidelberg) war ein deutscher Schriftsteller und Publizist.

## Leben
Kalow musste nach dem Abitur 1939 zunächst Arbeitsdienst ableisten, bevor er zum Kriegsdienst in die Wehrmacht einberufen wurde. Nach der Rückkehr aus der Kriegsgefangenschaft studierte er Philosophie, Soziologie, Musik und Literaturwissenschaft, zunächst in Jena, dann in Hamburg und Heidelberg, wo er promovierte.
Ab 1950 war Kalow als Publizist und Schriftsteller selbständig tätig. Er verfasste Hörspiele, Features, Radio-Essays und war an Dokumentarfilmen beteiligt. Kalow gehörte zu den Publizisten, die in der Nachkriegszeit dem Kino äußerst kritisch gegenüberstanden. In seinem Beitrag Kino als Sündenfall fragte er 1952: „Wann steht einer auf und reißt uns zurück von diesem Höllenschlund der Vermassung, Vernichtung, Entwirklichung, diesen Roboterfabriken, diesen Gaskammern der Seele?“
1954 holte ihn die Hochschule für Gestaltung Ulm als Dozenten und Leiter der Abteilung „Information“; 1960/61 war er dort Vorsitzender des Rektoratskollegiums. 1963 ging er als Redakteur zum Hessischen Rundfunk; von 1964 bis zu seiner Pensionierung 1986 leitete er das einflussreiche Abendstudio im Hörfunk dieses Senders.
Ab 1974 war er zudem Dozent an der Hochschule für Gestaltung Offenbach, die ihn 1977 zum Honorarprofessor ernannte. Sein bekanntestes Buch trägt den Titel Hitler, das deutsche Trauma (1967/1974).

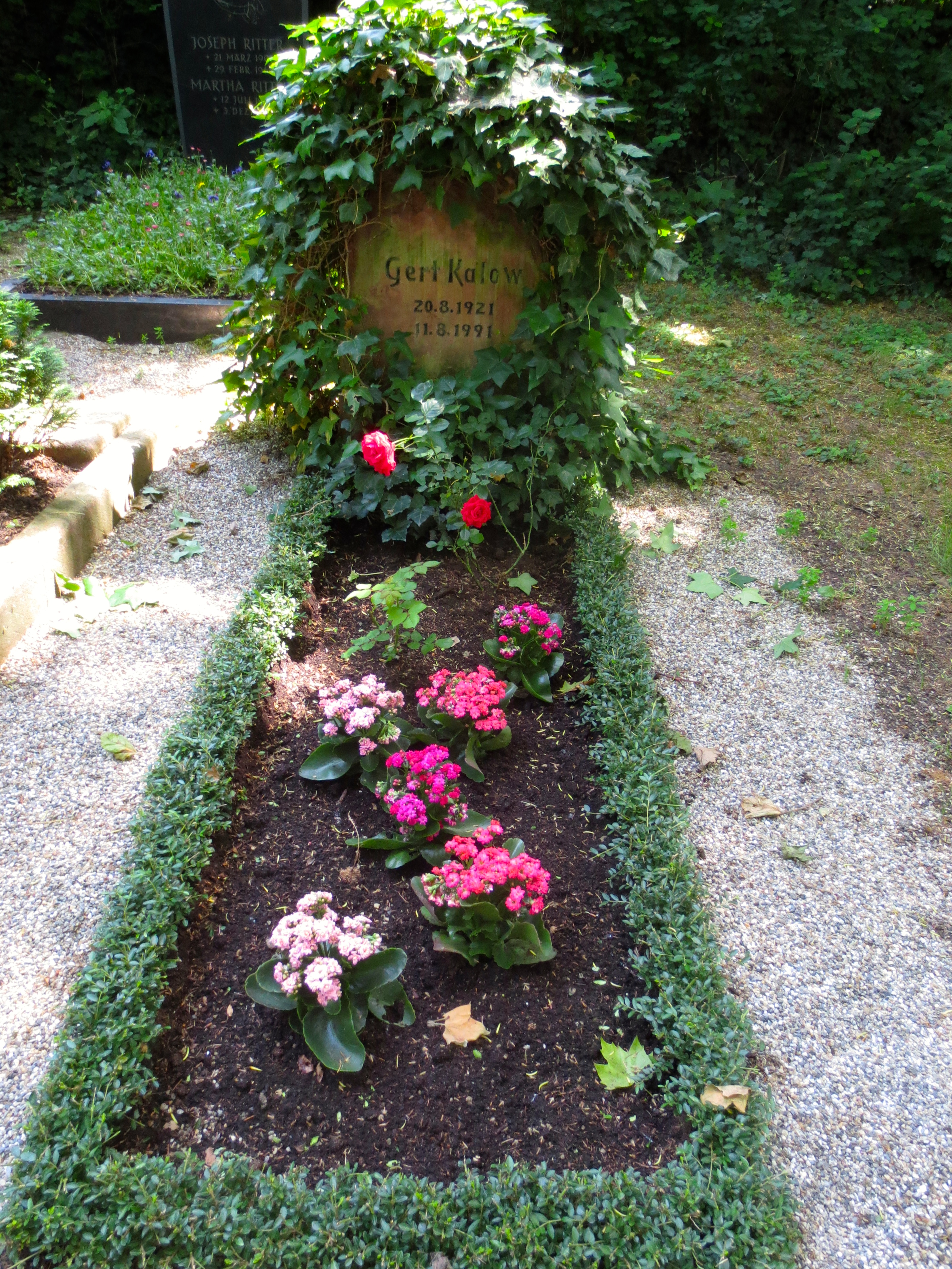
Grab von Gert Kalow auf dem Heidelberger Bergfriedhof

Kalow wohnte über viele Jahre in Heidelberg. Er hatte in den Brückentürmen der Alten Brücke Heidelberg Wohnung genommen. Hier empfing er regelmäßig Gäste zum Literatur- und Politikdiskurs.
Kalow fand seine letzte Ruhe auf dem Heidelberger Bergfriedhof. Sein Grab befindet sich in der Abt. D.

## Werke (Auswahl)
- Kino als Sündenfall, in: Die neue Ordnung 6 (1952), S. 273–274
- Poesie ist Nachricht. Mündliche Tradition in Vorgeschichte und Gegenwart. München; Zürich: Piper, 1975, ISBN 3-492-02146-8.
- Hitler, das deutsche Trauma. Piper, München 1974, ISBN 3-492-00414-8.